# Diocesi di Temno
La diocesi di Temno (in latino: Dioecesis Temnitana) è una sede soppressa del patriarcato di Costantinopoli e una sede titolare della Chiesa cattolica.

## Storia
Temno, nell'odierna Turchia, è un'antica sede episcopale della provincia romana di Asia nella diocesi civile omonima e nel patriarcato di Costantinopoli. Inizialmente suffraganea dell'arcidiocesi di Efeso, a partire dal IX secolo entrò a far parte della provincia ecclesiastica della metropolia di Smirne.
La diocesi è assente nelle Notitiae Episcopatuum del patriarcato di Costantinopoli; a partire dalla Notitia risalente all'epoca del patriarca Nicola I Mistico, all'inizio del X secolo, tra le suffraganee di Smirne appare la diocesi di Arcangelo, sede che viene identificata con Temno; Arcangelo è documentata nelle Notitiae fino al XII secolo.
Sono solo tre i vescovi conosciuti di questa diocesi con il titolo di Temno. Primo vescovo è Eustazio, che non prese parte al concilio di Calcedonia del 451, ma nell'ultima sessione fu rappresentato dal suo metropolita, Stefano di Efeso, il quale firmò gli atti per Eustazio tramite Esperio di Pitane. Teofilo partecipò al secondo concilio di Nicea nel 787, mentre Ignazio prese parte al concilio dell'869-870 che condannò il patriarca Fozio di Costantinopoli.
Dal XIX secolo Temno è annoverata tra le sedi vescovili titolari della Chiesa cattolica; la sede è vacante dal 5 marzo 1966. Il suo ultimo titolare è stato Francis James Furey, vescovo ausiliare di Filadelfia.

## Cronotassi

### Vescovi greci
- Eustazio † (menzionato nel 451)
- Teofilo † (menzionato nel 787)
- Ignazio † (menzionato nell'869)

### Vescovi titolari
- Antonio Barile, O.M. † (? deceduto)
- Hieronymns Strasser, O.M. † (7 febbraio 1628 - 17 settembre 1641 deceduto)
- Pedro Orozco, O.M. † (14 dicembre 1643 - ? deceduto)
- Antonio del Buffalo, O.M. † (8 agosto 1661 - ? deceduto)[6]
- Joseph Weber, C.R. † (2 dicembre 1895 - 15 aprile 1901 nominato arcivescovo ausiliare, titolo personale, di Leopoli e arcivescovo titolare di Darni)
- Louis-Auguste Dartois, S.M.A. † (27 maggio 1901 - 3 aprile 1905 deceduto)
- Severo Araújo y Silva † (28 aprile 1906 - 6 agosto 1910 deceduto)
- Michael Higgins † (23 marzo 1912 - 22 aprile 1918 deceduto)
- Miguel de Andrea † (18 dicembre 1919 - 23 giugno 1960 deceduto)
- Francis James Furey † (17 agosto 1960 - 6 marzo 1966 succeduto vescovo di San Diego)